# Сура Аль-Імран
Сура Аль-Імран (араб. آل عمران) або Родина Імрана — третя сура Корану. Мединська сура, що складається з 200 аятів
Значна частина сури присвячена розповіді про народження пророка Іси та про страждання його матері Мар'ям (яка походить з роду Імрана) та критиці християнства з позицій ісламу. Продовжується тема історії дітей Ізраїлю, розпочата у сурі Аль-Бакара. Друга половина сури присвячена джихаду, який ведуть у цьому світі нащадки пророків Муси та Іси. Вказується на необхідність ввічливої поведінки під час суперечок та на традиції, пов'язані з перемогою чи поразкою. Розповідається про шахідів та їх загробну долю